# Везано стање
У квантној физици, везано стање описује систем у коме је честица подређена потенцијалу тако да тежи томе да остане локализована у једном или више делова простора. Потенцијал може бити спољни или резултат присуства друге честице.
У квантној механици (где је број честица одржан), везано стање је стање у Хилбертовом простору које представља две или више честица чија је енергија интеракције мања од укупне енергије посебних честица. Самим тим, ове честице не могу бити раздвојене осим ако не добију енергију споља. Спектар енергија скупа везаних стања је дискретан, за разлику од континуалних спектара слободних честица.
Могуће је постојање нестабилних везаних стања, која нису стриктно везана стања, а имају укупну енергију интеракције која је позитивна, под условом да постоји енергетска баријера кроз коју је потребно тунеловати. Ово је тачно за нека радиоактивна језгра и за материјале са перманентним диполним моментом који су у стању да буду носиоци наелектрисања током дугог временског периода.
За дати потенцијал, везано стање се представља квадратно интеграбилном таласном функцијом. Енергија такве таласне функције је негативна.

## Примери
Протон и електрон се могу кретати одвојено; када је тако, укупна енергија центра масе је позитивна, и такав пар честица се описује као јонизовани атом. У тренутку када електрон почне да орбитира око протона, енергија постаје негативна, и везано стање—атом водоника—се формира. Само везано стање са најнижом енергијом, основно стање, је стабилно. Остала побуђена стања су нестабилна и растурају се на везана стања нижих енергија уз емисију фотона.
Атомско језгро је везано стање протона и неутрона (нуклеона).
Позитронијумски "атом" је нестабилно везано стање које се састоји од електрона и позитрона. Распада се на фотоне.
Сам протон је везано стање три кварка (два горе и један доле; по један црвени, зелени и плави). За разлику од атома водоника, индивидуални кваркови се не могу издвојити.